# Ernesto Alemann

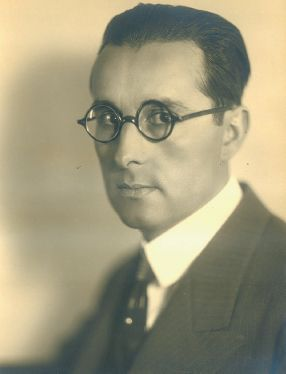
Ernesto Alemann

Ernesto Fernando Alemann (* 18. März 1893 in Buenos Aires; † 1982 ebenda) war ein argentinischer Journalist, Medienunternehmer und Autor. Er leitete die deutschsprachige Zeitung Argentinisches Tageblatt und engagierte sich für die deutschsprachige Bildungsarbeit in Argentinien, die er der Einflussnahme der Nationalsozialisten entzog.

## Leben
Seine Vorfahren waren aus dem Schweizer Kanton Bern nach Argentinien eingewandert. Sein Großvater, der in Jegenstorf geborene und in Farnern heimatberechtigte Uhrmacher, Buchbinder und Schreiber Johann Jakob Allemann, seit 1874 in Argentinien, hatte ein Kommunikationsmedium für deutschsprachige Siedler der Provinz Santa Fe 1878 als Argentinisches Wochenblatt gegründet, daraus ging 1889 das Argentinische Tageblatt hervor. Johann Allemann (ab 1904 offiziell Alemann) und seine Söhne Theodor und Moritz zogen nach Buenos Aires. Der rasche Anstieg der deutschsprachigen Gemeinschaft und die Notwendigkeit, ein Mitteilungsorgan für die Gemeinschaft aufzubauen, gaben dem Wochenblatt eine Leserschaft. Die Familie Alemann ließ sich dauerhaft in der Bundeshauptstadt nieder und widmete sich der wöchentlichen Herausgabe der Zeitschrift.
Ernesto Fernando war Sohn von Theodor Alemann. Seine Mutter war Bertha Alemann, geborene Liechti. Er studierte an der Universität Bern und an den Universitäten von München, Berlin und Heidelberg, wo er 1915 doktorierte. Nach dem Tod seines Vaters 1925 übernahm er die Leitung des Zeitungs-Unternehmens, sowie des Argentinischen Volkskalenders und gründete 1934 die Pestalozzi-Schule in Buenos Aires. Die Bildungseinrichtung war im Zweiten Weltkrieg von den 176 deutschsprachigen Schulen des Landes eine der zwei einzigen, die von der NSDAP und dem NS-Staat nicht auf Linientreue gezwungen werden konnten.
Zugleich war Alemann Korrespondent der Berliner Tageszeitung. Aufgrund seiner liberalen Einstellung verteidigte die von ihm herausgegebene Zeitung die Haltung der Weimarer Republik. Alemanns Argentinisches Tageblatt widersetzte sich dem aufkommenden Nationalsozialismus und bezeichnete die Nationalsozialisten als Nazioten, was zu einigen Konflikten führte. Die Zeitung wurde von all jenen Deutschen in Argentinien boykottiert, die zur nationalsozialistischen Ideologie neigten, und erhielt wiederholt Bombendrohungen. Der Vertrieb des Tageblattes wurde im Dritten Reich ab 1933 verboten und 1936 wurde Ernesto Alemann der Doktortitel der Universität Heidelberg wegen politischer Aktivitäten und Opposition zum NS-Regime offiziell aberkannt.
Die Gemeinde Farnern ernannte ihn am 15. August 1966 zum Ehrenbürger.
Roberto Alemann und Juan Ernesto Alemann sind seine Söhne.